# 更刻镇
更刻乡，是中华人民共和国辽宁省铁岭市西丰县下辖的一个乡镇级行政单位。

## 行政区划
更刻乡下辖以下地区：
杨家店村、万育村、五唐村、大营村、小城子村、忠信村和工业园区社区。